# یاشا هایفتز
یاشا هایفتز (۲ فوریه ۱۹۰۱ – ۱۰ دسامبر ۱۹۸۷) یکی از اسطوره‌های نوازندگی ویولن در قرن بیستم با ملیت آمریکایی و اصلیت لیتوانیایی (روسی) بود. هایفتز، که برخی او را بزرگترین ویولونیست تاریخ و همپای پاگانینی می‌شناسند، به خاطر تأویل‌های موسیقایی، لحن روان و مهارت تکنیکی خارق‌العاده‌اش زبانزد است. او با بسیاری از نوازندگان و رهبران ارکستر نام‌آور زمان خود مانند آرتور روبینشتاین و آرتورو توسکانینی نواخت. توجه او به تکنیک و وفاداری به اصل اثر همراه با اجرای احساسی او را یکی از مهم‌ترین نوازندگان موسیقی کلاسیک در سده بیستم تبدیل کرد.

## زندگی‌نامه
هایفتز در ویلنیوس لیتوانی که در آن زمان بخشی از امپراتوری روسیه بود به دنیا آمد. در مورد تاریخ تولد او اختلاف نظر وجود دارد و برخی معتقدند که مادرش او را یکی دو سال کوچکتر معرفی کرده باشد تا بیشتر به عنوان یک کودک نابغه دیگران را تحت تأثیر قرار دهد. پدرش، روبن هایفتز، موسیقیدان توانایی بود که مبانی ویولون را در سنین بسیار کم بدو آموخت. هایفتز به عنوان یک کودک اعجوبه در ۵ سالگی اولین اجرای عمومی خود را داشت و توانست در ۶ سالگی کنسرتو ویولون مندلسون را به خوبی بنوازد. در ۱۹۱۰ پدرش او را در کنسرواتوار سنت‌پترزبورگ ثبت نام کرد، و پس از چند ماه به عنوان شاگرد لئوپلد آوئر پذیرفته شد و در ۱۹۱۱ اولین کنسرتش را در سنت‌پترزبورگ داد. یک سال بعد، با معرفی‌نامه‌ای از آوئر، هایفتز به برلین رفت و اولین کنسرتش در ۲۴ می همان سال توجه زیادی را به سمت او معطوف کرد، تا جایی که آرتور نیکیش او را برای اجرای کنسرتو ویولون چایکوفسکی همراه با فیلارمونیک برلین برگزید؛ هر چند اجرای او چندان مورد توجه قرار نگرفت. او فریتز کرایسلر را برای اولین بار در یک محفل خصوصی در وین که ویولونیست‌های مشهور دیگری هم در آن شرکت داشتند ملاقات کرد. کرایسلر پس از آن که هایفتز ۱۲ ساله را با پیانو در اجرای کنسرتو ویولون مندلسون همراهی کرد، او را به شدت تشویق نمود. هایفتز در دوران نوجوانی‌اش به بسیاری از نقاط اروپا سفر کرد. در آوریل ۱۹۱۱، او در یک کنسرت فضای باز در برابر ۲۵۰۰۰ بیننده به اجرا پرداخت و چنان شوری در بین حضار برانگیخت که پس از کنسرت افسران پلیس برای محافظت از او وارد میدان شدند.
پس از انقلاب ۱۹۱۷ روسیه، هایفتز از طریق سیبری و شرق به آمریکا رفت. اولین اجرای او در تالار کارنگی در نیویورک بیشترین ابراز احساسات و تشویق را از سوی مردم و مطبوعات برایش به دنبال داشت.
وی همچنین با «گیتی امیرخسروی» نیز برنامه مشترک اجرا کرده‌است.

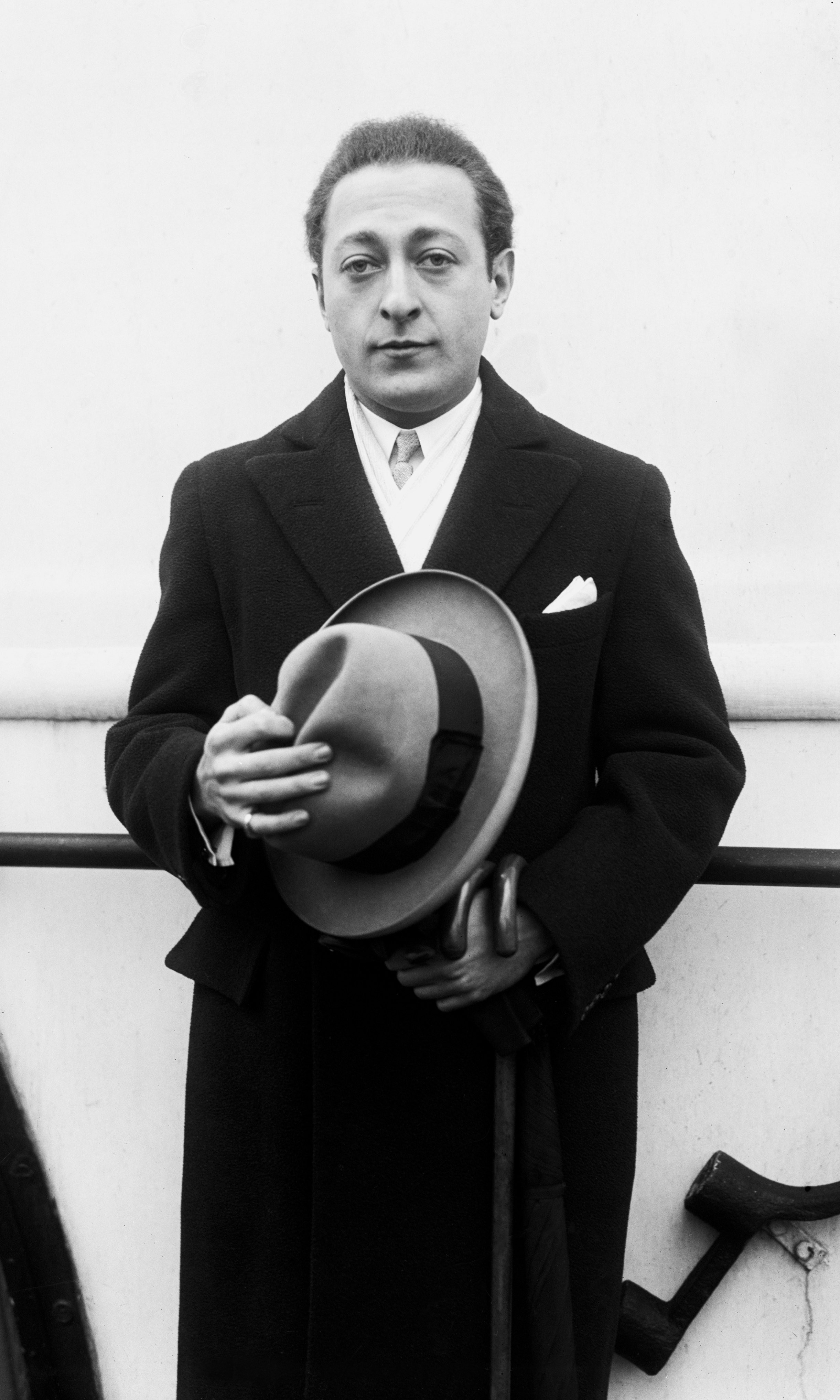
یاشا هایفتز در دهه ۱۹۲۰

## نقل‌قول‌ها
«مهم نیست که در کدام طرف بحث قرار دارید، همیشه افرادی را در طرف خود می‌بینید که آرزو داشتید در طرف دیگر می‌بودند.»